# 禁斷的思想錄
《禁斷的思想錄》（日语：禁断のパンセ）是日本女性歌手石塚早織的個人總計第3張單曲。1998年5月5日經由Ayers（2000年解散）發行。

## 概要
《禁斷的思想錄》是自從上一張單曲「a Myth ～神話～」之後，相隔1年半發行的最新單曲。該歌曲後來被採用成為東京電視台電視動畫《魔法陣都市》的片頭主題歌曲。

## 曲目
1. 禁斷的思想錄
  - 作詞：田久保真見，作曲：井上大輔（日语：井上大輔），編曲：須藤賢一（日语：須藤賢一）
  - 東京電視台電視動畫《魔法陣都市》片頭主題曲
2. Silent Tears
  - 作詞：石塚早織、田久保真見，作曲：井上大輔，編曲：須藤賢一
3. 禁斷的思想錄（off vocal）
4. Silent Tears（off vocal）

## 翻唱版本
- 曾被改編成英語版本，歌名《A Forbiddan Pansee》，由Terry Wood主唱。